# 奧伯勒 (北卡羅萊納州)
奧伯勒（英語：Oakboro）是一個位於美國北卡羅萊納州斯坦利縣的城鎮。

## 人口
根據2020年美國人口普查的數據，奧伯勒的面積為6.50平方千米，皆為陸地。當地共有人口2128人，而人口密度為每平方千米327人。